# Trà sữa trân châu
Trà sữa trân châu hay trà sữa Đài Loan (珍珠奶茶; trân châu nãi trà) là thức uống được chế biến từ trà xanh hoặc trà đen được các cửa hàng đồ uống tại Đài Trung, Đài Loan phát triển từ những năm 1980. Đặc điểm của trà sữa trân châu là khi bị lắc, một lớp bọt nước mỏng được tạo thành trên bề mặt. Do đặc điểm này, trà bong bóng được dùng để gọi bất kỳ loại trà nào được lắc trong khi chuẩn bị, ví dụ như các loại trà đường như "Bào mạt hồng trà" (泡沫紅茶), "Bào mạt lục trà" (泡沫綠茶).
Trà sữa trân châu nói chung được chia thành hai loại: trà tạo hương vị từ hoa quả hay trà sữa. Trà sữa có thể sử dụng các loại kem từ sữa hay không từ sữa. Có nguồn gốc từ Đài Loan, trà sữa trân châu đặc biệt phổ biến tại một số quốc gia châu Á như Trung Quốc, Hồng Kông, Thái Lan, Malaysia, Philippines, Việt Nam và Singapore. Loại đồ uống này cũng phổ biến tại châu Âu, Canada và Hoa Kỳ. Trà sữa trân châu cũng có thể để chỉ loại trà sữa nóng kiểu Quảng Đông pha với các hạt bột sắn.

## Tổng quát

### Tên gọi
Khi trà sữa trân châu (trân châu nãi trà) được giới thiệu vào các nước ngoài châu Á, nó được gọi bằng tên tiếng Anh là "bubble tea". Do khác biệt cơ bản nhất giữa các loại trà bong bóng và các loại trà khác là các hạt bột sắn ở đáy cốc, nên một số người không biết tiếng Anh cho rằng "bubble" trong "bubble tea" là chỉ đến bột sắn. Tuy nhiên, trân châu trong "trà sữa trân châu" nói đến các hạt "trân châu" (bột sắn dây).

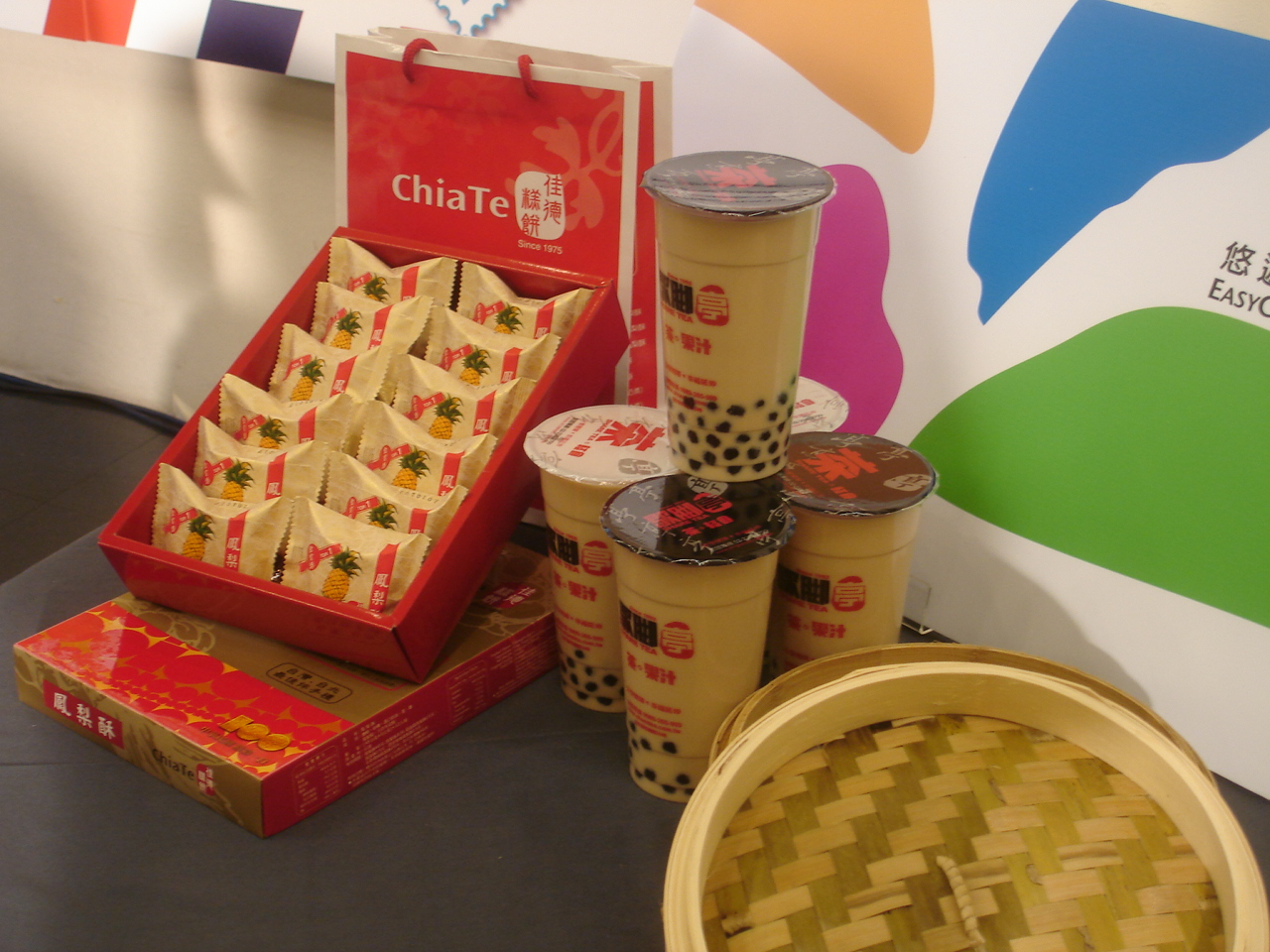
Thương hiệu duy nhất đại diện cho trà sữa trân châu Đài Loan tại Lễ kỷ niệm 100 năm thành lập Trung Hoa Dân Quốc
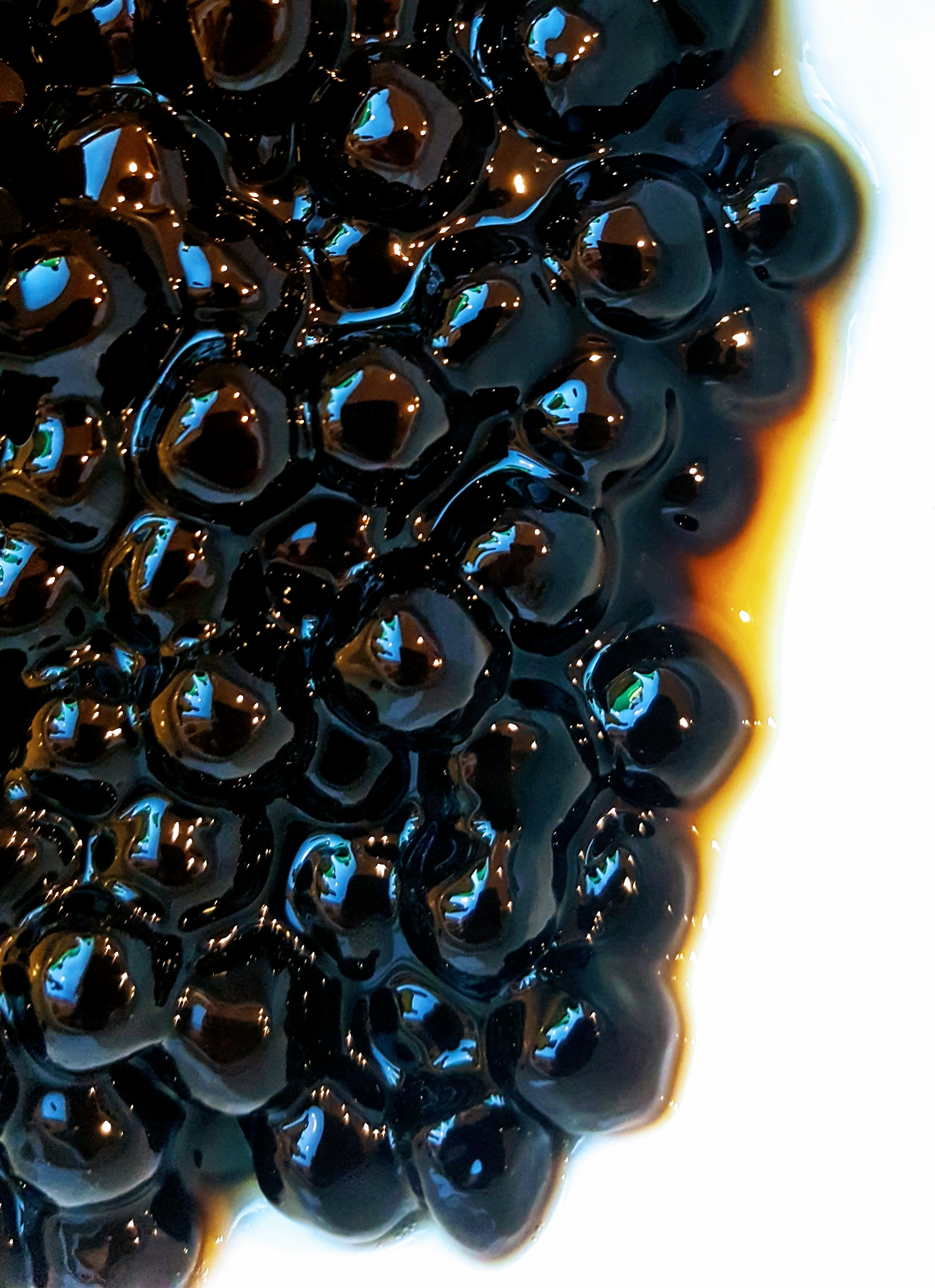
Trân châu đen - thường dùng nhiều nhất với trà sữa
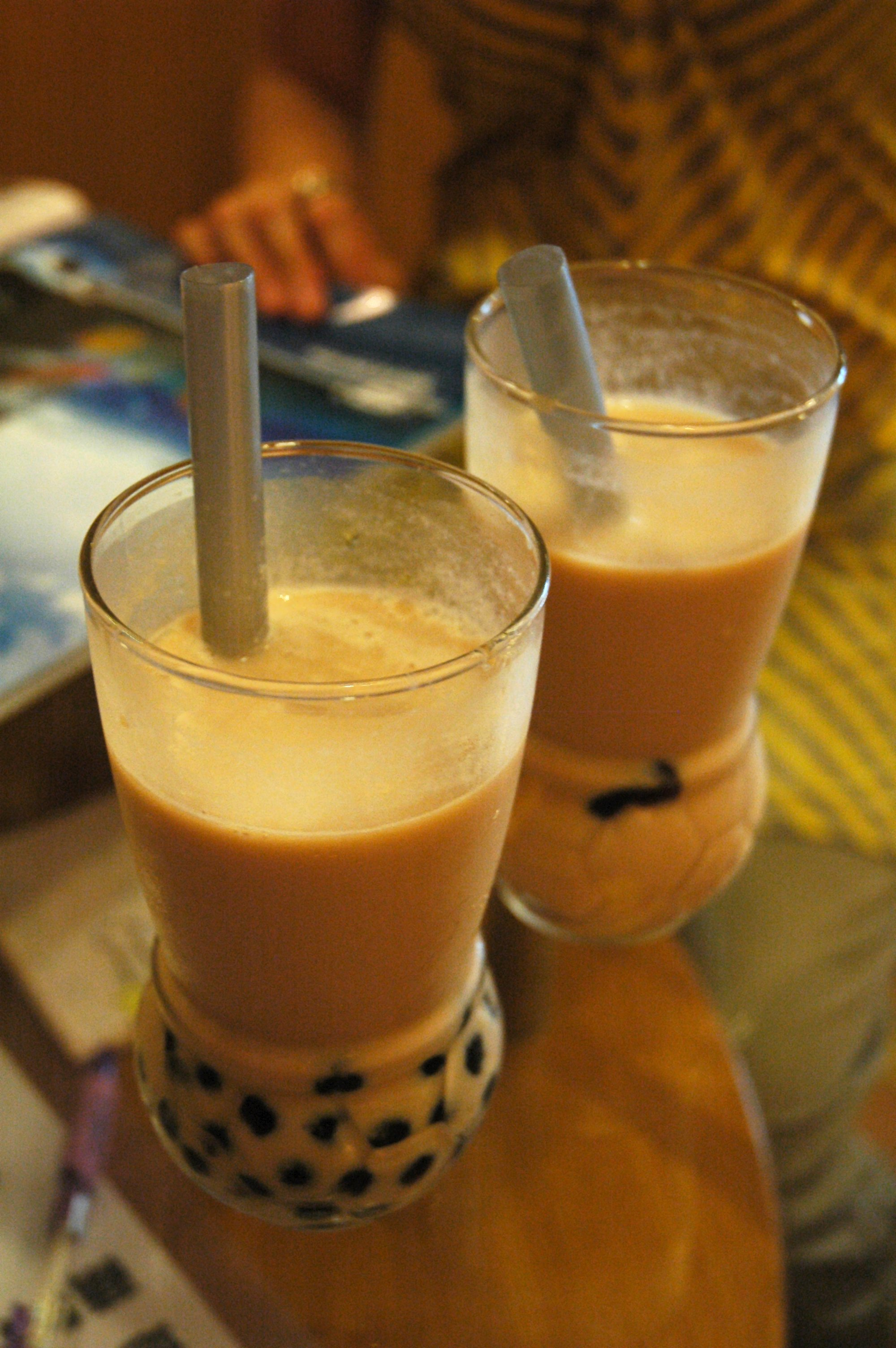
Trà sữa Trân Châu

### Trân châu
Hạt trân châu được làm từ củ sắn. Hạt trân châu hay còn gọi là boba đun sôi khoảng dưới nửa tiếng cho tới khi chín hoàn toàn, nhưng vẫn còn độ dẻo, khi đó hạt nở ra đáng kể, rồi làm lạnh trong khoảng nửa tiếng nữa. Sau khi để ráo nước, hạt trân châu được cho vào nước đường hay mật ong để sẵn dùng vào trà. Sau khi nấu có thể để được 7 giờ. Các hạt trân châu lớn, làm từ bột sắn nằm ở dưới đáy cốc. Các hạt thường lớn hơn 6 mm, màu nâu, mờ mờ không trong suốt và nâu đậm hơn ở giữa hạt. Hạt trân châu được hút bằng ống hút to (thường được cắm sẵn vào li trà), người uống trà vừa uống trà vừa nhai hạt trân châu.
Thay cho hạt bột truyền thống, thạch dừa hoặc thạch konjac còn được dùng để làm trà trân châu. Thạch được cắt thành viên nhỏ, hình lập phương hoặc hình hộp, có độ dẻo và dai. Trà sữa trân châu có thể pha chế thành trà sữa trân châu thập cẩm, khi có cả trân châu và thạch. Có nhiều loại thạch khác như thạch vải, thạch cà phê, thạch cầu vồng và thạch trái cây hỗn hợp.
Hạt trân châu trong trà sữa bày bán nhiều nơi có khả năng được làm từ vỏ lốp xe cũ và đế giày da. Bình thường, nếu dùng bột củ quả để làm trân châu thì những viên trân châu này sẽ dễ dàng được tiêu hóa ngay khi vào thành ruột. Hiện tại, trân châu được tiêu thụ ở thị trường Trung Quốc chỉ có một loại, nhưng thành phần làm ra những hạt trân châu này thì không biết rõ. Chúng có tính kết dính và co giãn rất mạnh. Nếu như tích tụ trong dạ dày, những hạt trân châu này sẽ khó có thể tiêu hóa, thậm chí dồn ứ ở đó.
Vài năm về trước, món trà sữa trân châu này chẳng có trà, chẳng có sữa, mà chủ yếu được tạo thành từ các chất phụ gia và trân châu giả, làm từ mảnh bỉm của trẻ em. Sở dĩ giá thành của một ly trà rẻ do hầu hết các quán không dùng sữa, trà hay hoa quả mà chỉ sử dụng các loại chất tạo màu, tạo mùi, cộng với hạt trân châu giả làm từ bột sắn dây và một loại bột hóa học chuyên dùng làm bỉm trẻ em hay từ đế giày bị hỏng ngâm tẩm hoá chất để tạo độ giòn và màu sắc bắt mắt nhưng vô cùng độc hại gây nguy hiểm cho trẻ nhỏ. Cho tới giờ, hành vi nhập lậu các chất phụ gia để làm giả trân châu, trân châu giả hay bột giả trà sữa đều bị Bộ Y tế Việt Nam nghiêm cấm triệt để, đề phòng cho sức khoẻ người tiêu dùng. Các quán trà sữa tại Việt Nam cũng được kiểm duyệt nghiêm ngặt về chất lượng.

### Sữa
Trong pha chế trà sữa trân châu, có thể dùng sữa không có nguồn gốc từ động vật, thay vì sữa thường, khi đó trà có mùi vị khác biệt. Một trong những lý do dùng loại sữa này là do chúng không gây kết tủa như sữa thường, hay giá thành của sữa này rẻ hơn, tiện dụng hơn và có nhiều kem hơn sữa thường.

### Cách pha trà
Trà sữa trân châu là trà pha đường, sữa và thường có các hương liệu khác. Trà uống nóng hoặc uống với nước đá. Trà được lắc kĩ, tạo ra các bong bóng nhỏ, đó là điểm đặc trưng của thức uống này. Cách pha trà sữa trân châu mỗi nơi mỗi khác. Trà thường được pha bằng trà đen hoặc trà xanh nóng, rồi đem lắc trong hộp lắc cocktail hoặc được trộn trong dụng cụ trộn với đá cho tới khi trà lạnh. Hỗn hợp này thường được cho thêm sữa và hạt bột sắn nấu chín. Li trà đã hoàn thành có thể được đậy bằng nắp nhựa hình vòm hay giấy bóng kính, người dùng có thể chọc thủng bằng ống hút.

### Hương liệu
Hương liệu thêm vào trà sữa trân châu có thể có dạng bột, nước trái cây, dạng bột nhão hoặc siro, ví dụ các loại hương liệu như dâu, chanh dây, sô cô la và dừa.

### Việt Nam

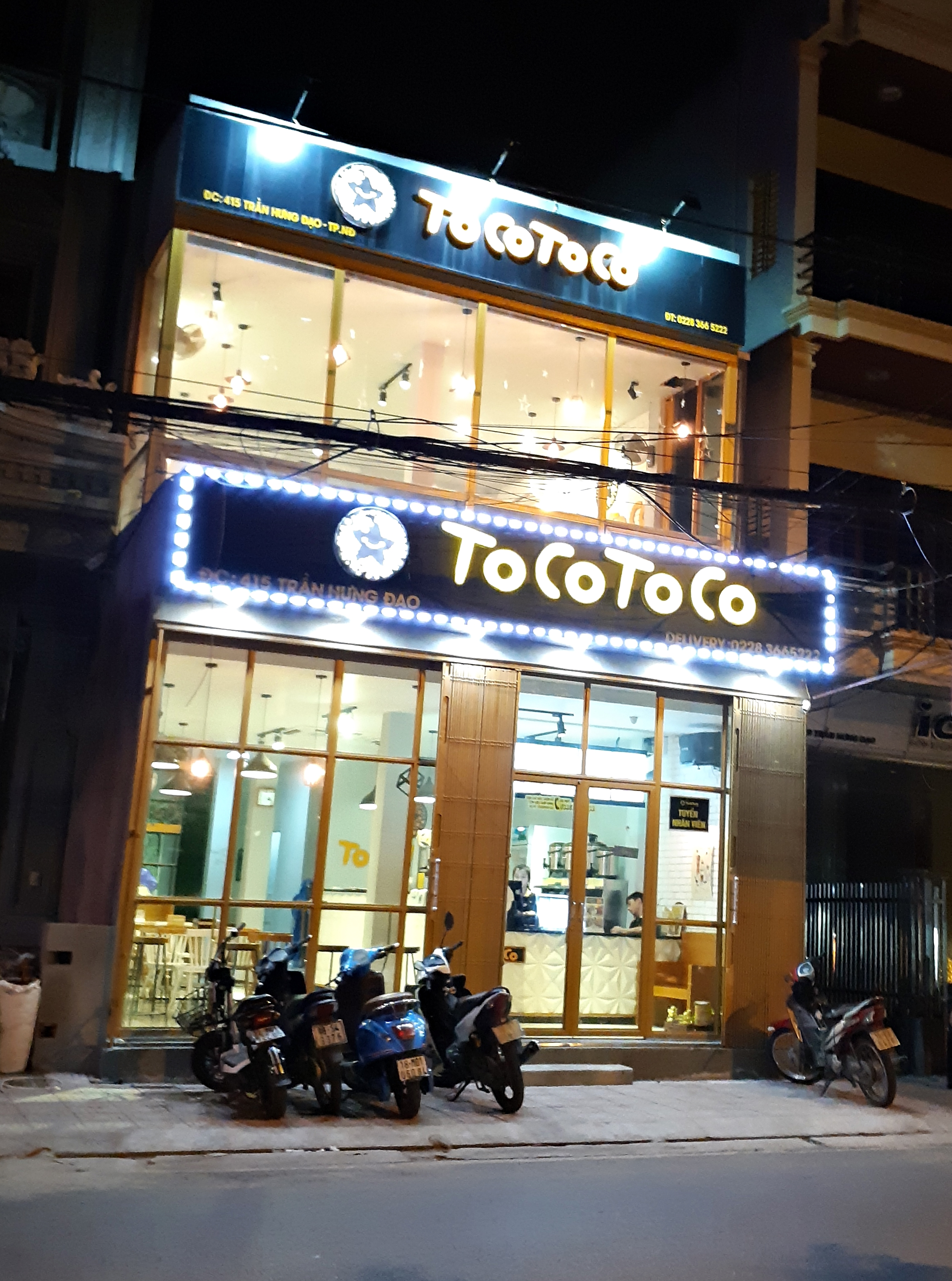
Một quán trà sữa TocoToco ở thành phố Nam Định.

### Hồng Kông

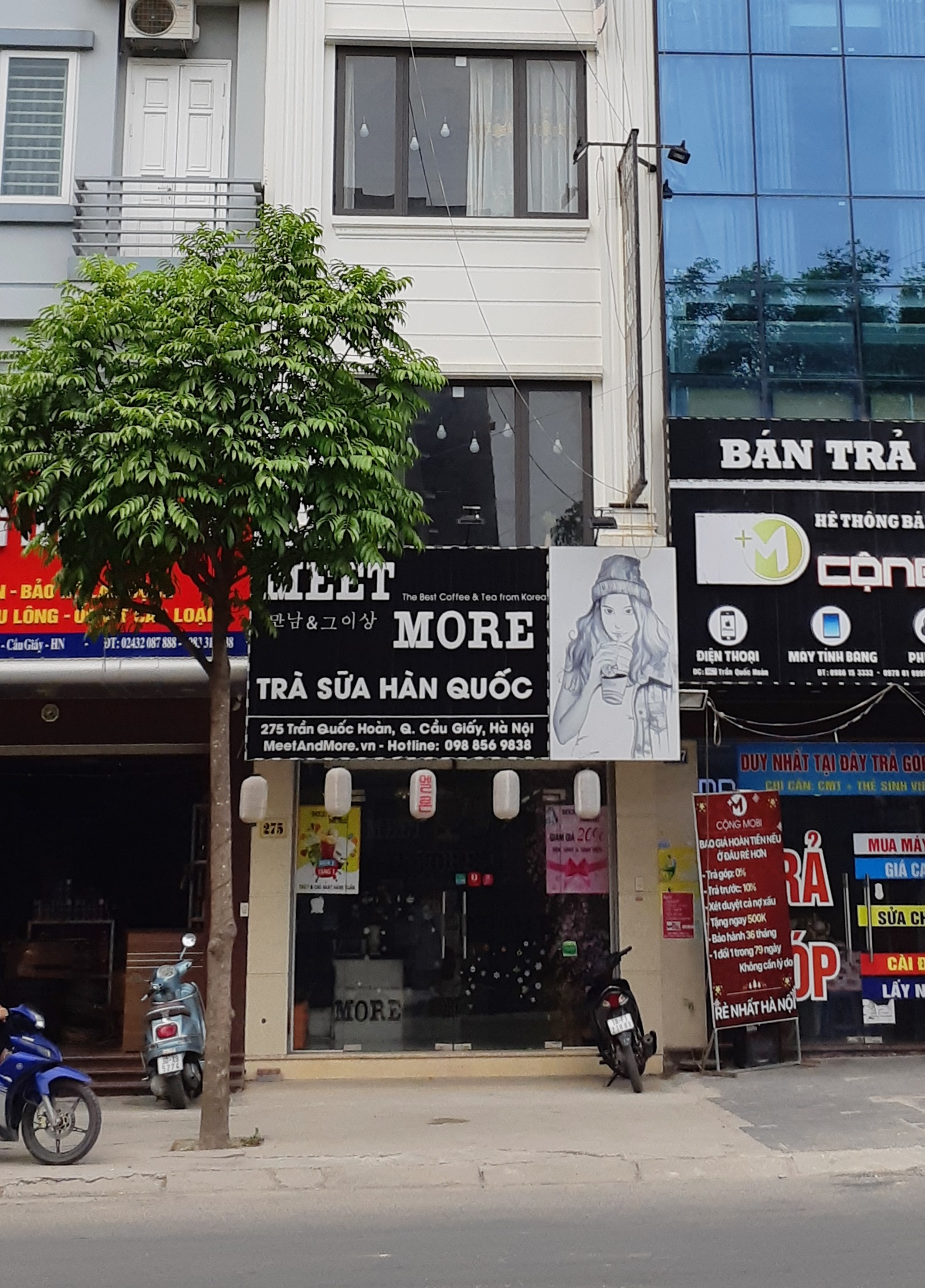
Một quán trà sữa Meet and More của Hàn Quốc nằm ở quận Cầu Giấy, Hà Nội.